# 小口城
小口城（おぐちじょう）は、愛知県丹羽郡大口町小口（尾張国丹羽郡小口）にあった日本の城（平城）。

## 歴史

### 室町・戦国時代
長禄3年（1459年）、織田広近によって築城された。大久地城、箭筈城（やはずじょう）とも呼ばれている。東西約50間（約90m）・南北約58間（約105m）の曲輪に二重の堀と土塁が廻らされた形状であったとされる。
文明元年（1469年）、広近は新たに築城した木ノ下城（現・犬山市）に移ったが、文明7年（1475年）に息子の寛近に家督を譲って小口に戻り、隠居所として「萬好軒」を築いて閑居した。萬好軒は広近の遺命に基づき、明応元年（1492年）、織田敏定によって吉祥山妙徳寺と改められている。

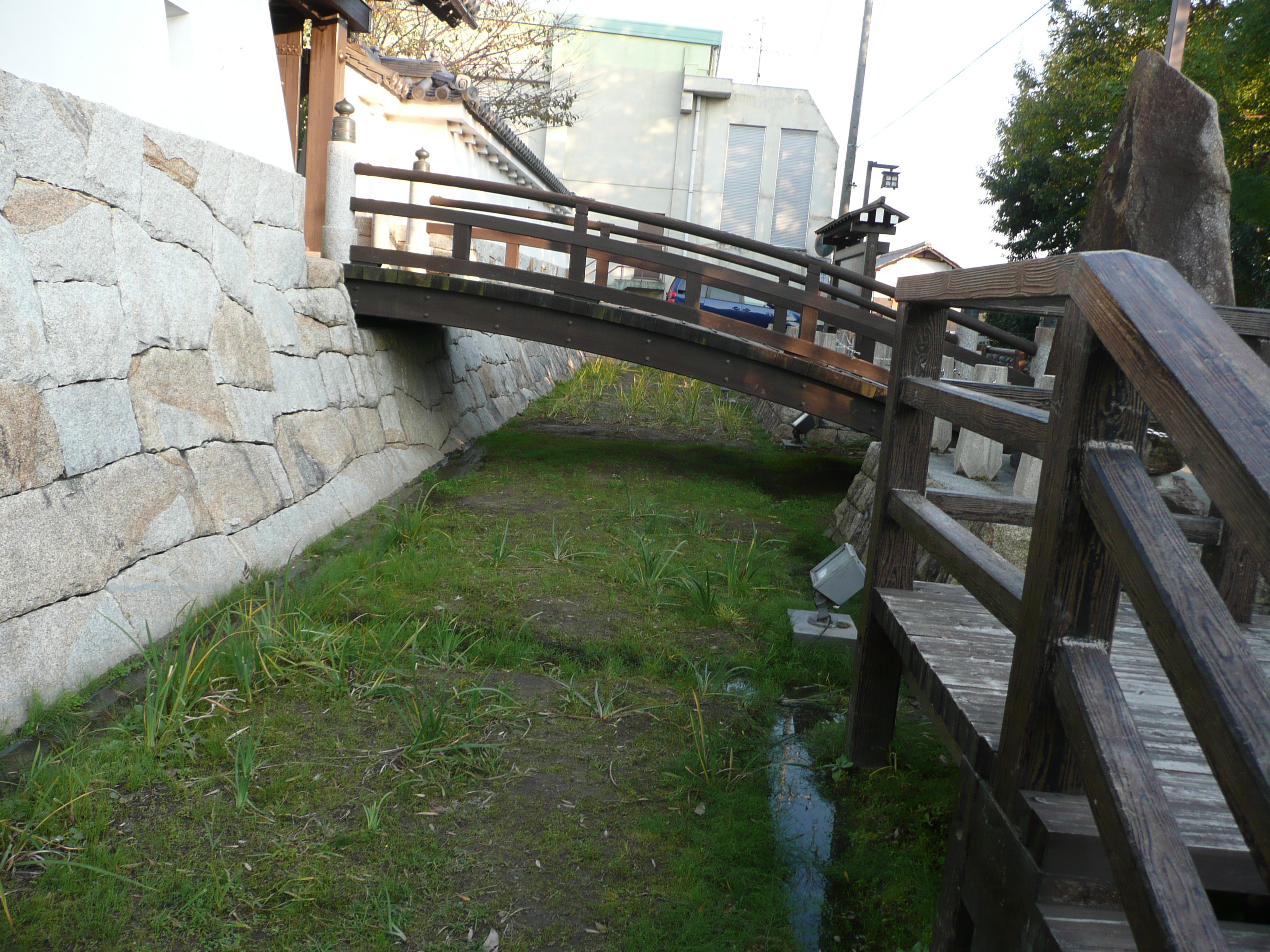
空堀

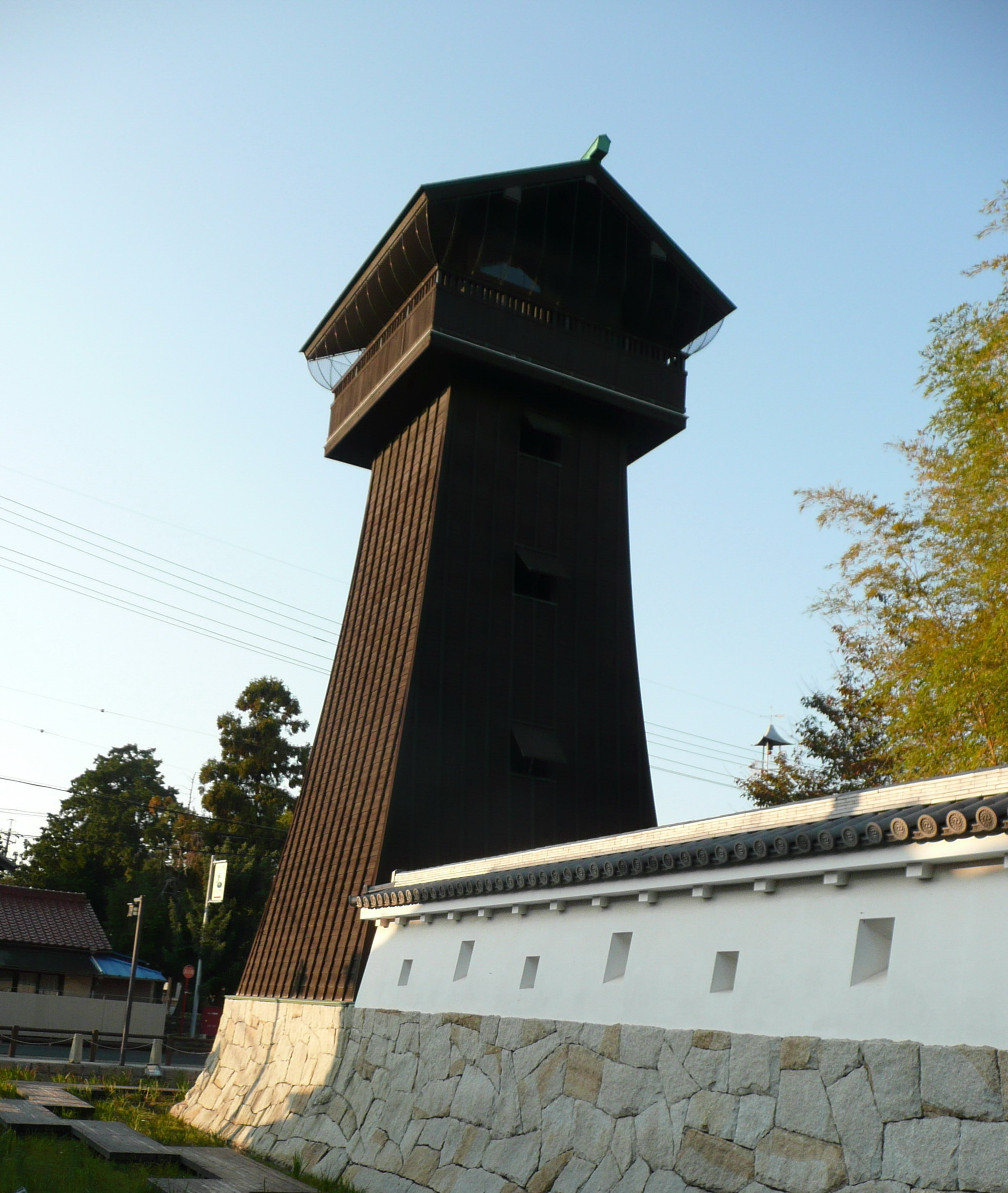
模擬物見櫓

小口城は木ノ下城や犬山城の支城として残されたが、永禄年間（1558年-1569年）に織田信長の軍勢に攻め落とされて廃城となった。その後、天正12年（1584年）の小牧・長久手の戦いで羽柴秀吉方の稲葉良通が布陣した記録がある。

### 近代
跡地には明治時代末から大正時代にかけて大口第二小学校（現・大口町立大口北小学校）が置かれた。

## 小口城址公園
1994年（平成6年）と1996年に主郭部の発掘調査が行なわれて井戸の遺構などが見つかっている。1999年（平成11年）に「大口町リバーサイド公園構想」に基づいて高さ17mの物見櫓や出土品を展示する展示棟、名古屋城二の丸の大手門を模した門などが整備され城址公園として開園した。

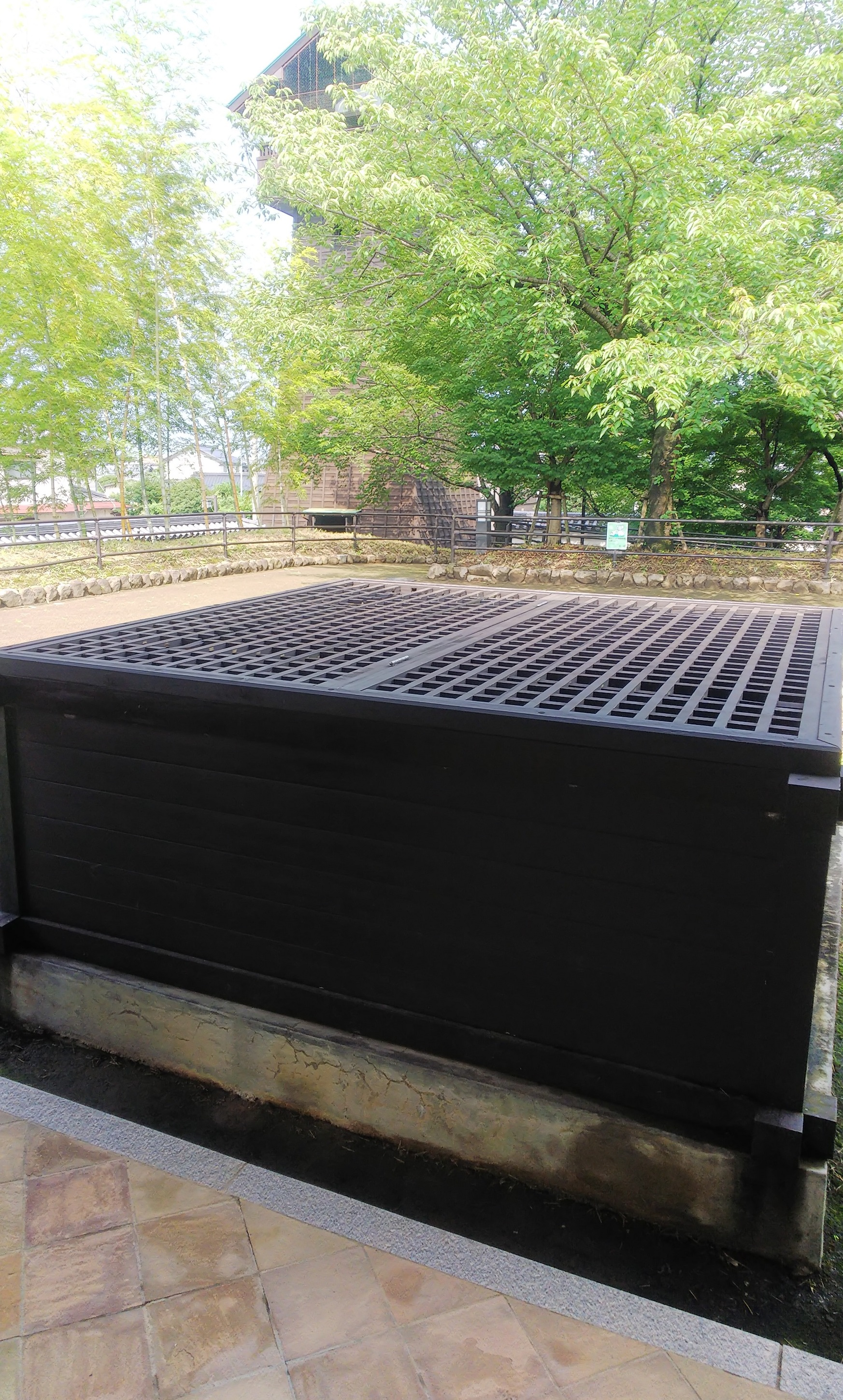
井戸跡

## 城山古墳
小口城址からはかつて須恵器や土師器の破片が採集されているほか、勾玉や銅鏡が出土したという記録があり、古墳であったとの説もある。